# Paolo Antonio Rolli
Paolo Antonio Rolli (* 13. Juni 1687 in Rom; † 20. März 1765 in Todi) war ein italienischer Dichter und Librettist.

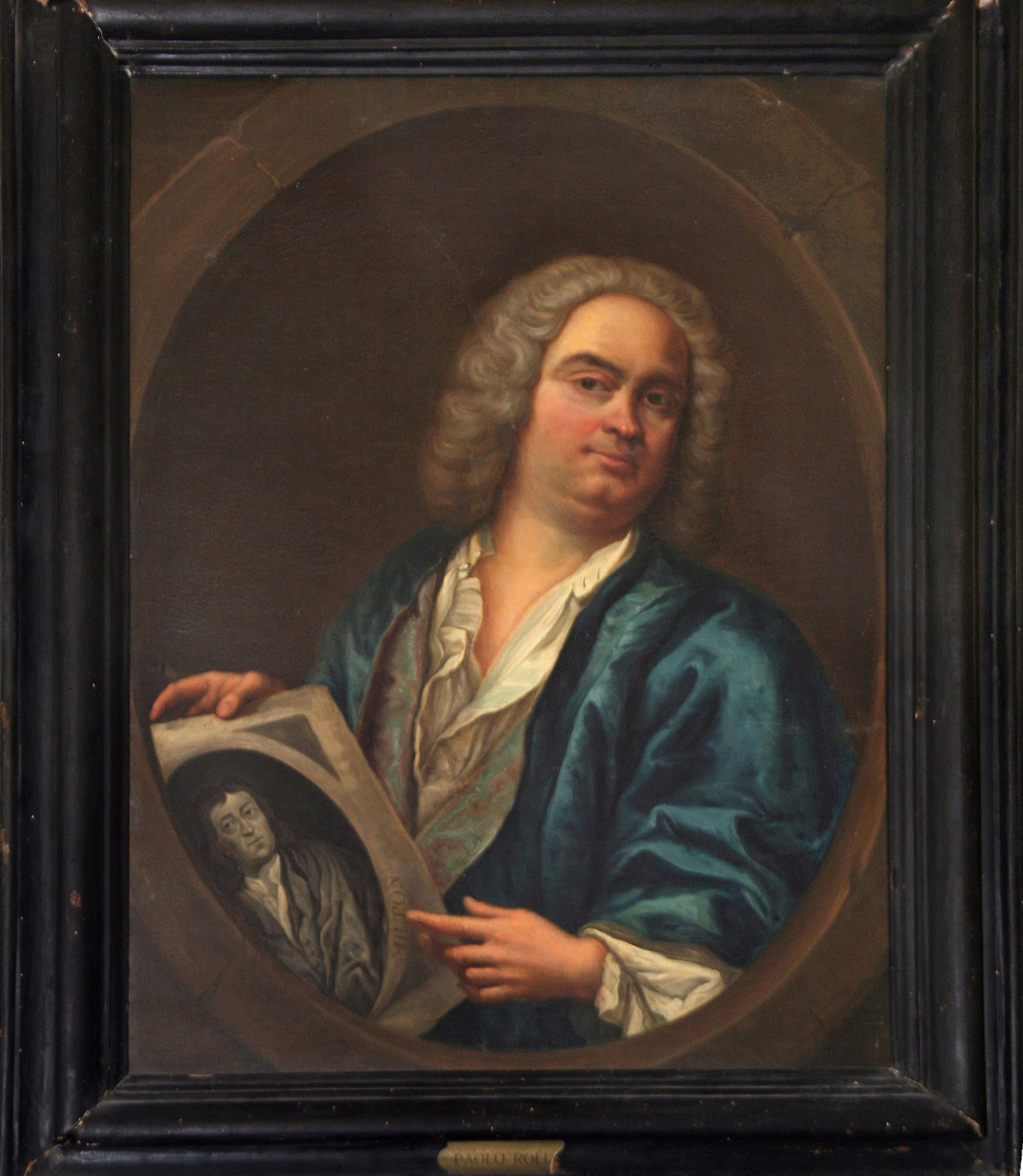
Paolo Antonio Rolli, Don Domenico Pentini zugeschrieben

## Leben und Werk
Rolli lebte ab 1716 in London. Er verfasste u. a. Libretti für Opern von Porpora, Bononcini und Händel, für letzteren z. B. Il Floridante, Scipione, Alessandro und Riccardo Primo. Später kam es zum Streit zwischen ihm und Händel. Trotzdem war er noch einmal 1740 für diesen tätig, als er das Libretto zu Deidamia schrieb. Es gilt als sein bestes Werk und sein einziges, das keine Bearbeitung einer früheren Dichtung des jeweiligen Sujets ist. 1729 wurde er zum Mitglied der Royal Society gewählt.
1744 kehrte Rolli nach Italien zurück und ließ sich endgültig in Todi nieder, von wo seine Mutter herstammte. Hier konnte er in gesicherten finanziellen Verhältnissen auf die Korrektur und den endgültigen Druck seiner Werke warten. Im Jahr 1735 war er vom Adel von Todi in das Patriziat aufgenommen worden.